# رولان مورنو
رولان مورنو (انگلیسی: Roland Moreno; زاده ۱۱ ژوئن ۱۹۴۵ – درگذشته ۲۹ آوریل ۲۰۱۲) مخترع و نویسنده اهل فرانسه بود.
وی مخترع کارت حافظه بوده است، مورنو همچنین برندهٔ جوایزی همچون لژیون دونور شده‌است.